# Renato Guttuso
Aldo Renato Guttuso (Bagheria, 26 dicembre 1911 – Roma, 18 gennaio 1987) è stato un pittore e politico italiano, tra i più importanti artisti del XX secolo. Impropriamente indicato come esponente del realismo socialista, fu protagonista della pittura neorealista italiana che si espresse negli artisti del Fronte Nuovo delle Arti, senatore dal 1976 al 1983.
Figlio di Gioacchino (1865-1940), agrimensore e acquerellista dilettante, e di Giuseppina d'Amico (1874-1945) – che preferirono denunciare la nascita a Palermo il 2 gennaio 1912 per contrasti con l'amministrazione comunale di Bagheria dovuti alle idee liberali dei coniugi – il piccolo Renato manifestò precocemente la sua predisposizione alla pittura.
Influenzato dall'hobby del padre e dalla frequentazione dello studio del pittore Domenico Quattrociocchi nonché della bottega del pittore di carretti siciliani Emilio Murdolo, il giovane Renato incominciò appena tredicenne a datare e firmare i propri quadri. Si trattava per lo più di copie (paesaggisti siciliani dell'Ottocento ma anche pittori francesi come Millet o artisti contemporanei come Carrà), ma non mancavano ritratti originali. Durante l'adolescenza cominciò anche a frequentare lo studio del pittore futurista Pippo Rizzo e gli ambienti artistici palermitani. Nel 1928, appena diciassettenne partecipa alla sua prima mostra collettiva a Palermo.
La sua arte, legata all'espressionismo, fu caratterizzata anche dal forte impegno sociale, che lo portò altresì all'esperienza politica come senatore del Partito Comunista Italiano per due legislature, durante la segreteria di Enrico Berlinguer.

## Biografia

Renato Guttuso (cerchiato) ai Littoriali di Palermo in divisa del GUF ma in gara con il quadro antifranchista Fucilazione in campagna.

Renato Guttuso nacque il giorno di santo Stefano del 1911 nella cittadina siciliana di Bagheria. Il padre, il cavaliere Gioacchino Guttuso, era agrimensore e di lui, nella collezione donata al Comune di Bagheria, esistono vari ritratti: il primo, addirittura risalente al 1925, dimostra il genio precoce dell'artista; altri con riga e squadra, ne sottolineano la professione e l'ammirazione per l'uomo tutto d'un pezzo appassionato di lettere e di arti, con il culto della libertà trasmessagli dal padre Ciro, che aveva combattuto con Garibaldi. L'adolescenza barghese fu fitta di stimoli per il futuro pittore.
Il giovane Guttuso abitava in una casa vicino alle ville Valguarnera e Palagonia, delle quali ritrasse poi particolari in quadri successivi e s'ispirava agli scogli dell'Aspra; tra le gite al mare e i primi amori, il pittore visse tutta la crisi siciliana del primo dopoguerra, durante la quale ebbe inizio lo scempio architettonico e sociale che proseguì per diversi anni a seguire.
A Palermo, e nella stessa Bagheria, vide in completa decadenza la nobiltà delle splendide ville settecentesche, coi loro mostri famosi e l'avanzare di un vero massacro urbanistico e di lotte di potere all'interno del comune, che scossero il temperamento di Guttuso, mentre la famiglia era segnata da ristrettezze economiche a causa dell'ostilità di clericali e fascisti nei confronti del padre di Renato.
Questi, sentendo sempre più forte l'inclinazione alla pittura, si trasferì a Palermo, per compiere gli studi liceali presso il Liceo classico Umberto I e poi frequentare l'Università. Nel 1931 alcuni suoi lavori furono accettati dalla giuria della prima Quadriennale di Roma e confluirono in una mostra collettiva di sei pittori siciliani, accolti dalla critica –dice Franco Grasso nella citata monografia – come « [...] una rivelazione, un'affermazione siciliana». A Palermo, aprì uno studio in Corso Pisani e con la pittrice Lia Pasqualino Noto e gli scultori Giovanni Barbera e Nino Franchina formò il "Gruppo dei Quattro".
Nel 1933 si trasferì a Roma per dedicarsi alla sola pittura. Dal novembre del 1933 al maggio del 1934 partecipa a Palermo al Corso Allievi Ufficiali di Complemento, come testimoniato nel volume "La promessa e l'offerta. Memorie del Sottotenente Giambattista Lapucci del 17º Battaglione Eritreo, Medaglia d'Oro al V. M.". Nelle sue lettere ai genitori pubblicate postume, l'autore, nel descrivere i compagni di corso con i quali intratteneva più stretti rapporti di amicizia, cita tale "Renato Guttuso, pittore". Dalle lettere del Lapucci non si desume quale fu per Guttuso l'esito del Corso A.U.C.
La sua formazione si modellò sulle correnti figurative europee, da Courbet a Van Gogh a Picasso, e lo portò a Milano e a viaggiare per l'Europa. Nel suo espressionismo si fecero via via sempre più forti i motivi siciliani quali i rigogliosi limoneti, l'ulivo saraceno, il Palinuro, tra mito e solitudine isolana.

### L'arte sociale di Guttuso

Renato Guttuso nel 1952
(foto di Libero Tosi).

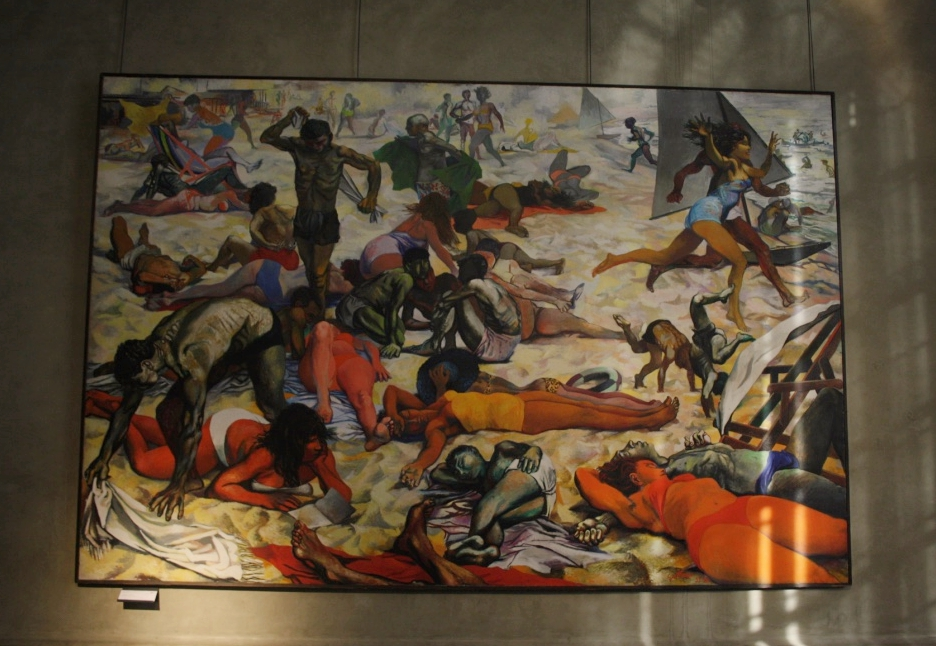
La spiaggia, 1956

Nel 1935 a Milano per il servizio militare, Guttuso conobbe Manzù, Birolli, Fontana, Antonio Banfi. Nel corso di quel soggiorno non mancava però di tornare in estate a Bagheria dove maturò la sua arte "sociale", con un impegno morale e politico via via più scoperto, che si rivelava in quadri come la citata Fucilazione in Campagna, fra il 1937 e il '38, Fuga dall'Etna in due stesure, per poi consacrarsi alcuni anni dopo in opere rappresentative della massima espressione del realismo sociale di Guttuso come La Spiaggia (1955) e Carretti a Bagheria (1956). Rifiutato ogni canone accademico, con le figure libere nello spazio o la ricerca del puro senso del colore, Guttuso s'inserì nel movimento artistico "Corrente".
Nel 1937 a Napoli, Guttuso si classifica al secondo posto per la critica d'arte ai Littoriali della cultura e dell'arte. In quelli del 1938, a Palermo, si presenta necessariamente in divisa del GUF e concorre con il quadro Fucilazione in campagna, dedicato al poeta García Lorca, fucilato dai franchisti.
Nel 1937 si trasferì definitivamente a Roma, con studio in via Pompeo Magno dove, per l'esuberanza di vita, l'amico Mazzacurati lo soprannominò scherzosamente "Sfrenato Guttuso" e frequentò l'ambiente artistico romano di tendenza antinovecentista: Sebastiano Carta, Alberto Ziveri, Antonietta Raphaël, Mario Mafai, Marino Mazzacurati, Pericle Fazzini, Corrado Cagli, Toti Scialoja, Filiberto Sbardella, e si tenne anche in contatto col gruppo milanese di Ernesto Treccani, Giacomo Manzù, Aligi Sassu. Strinse amicizia con Antonello Trombadori, giovane critico d'arte, figlio del pittore Francesco Trombadori, e incominciò un sodalizio intellettuale e politico che lo accompagnò poi per tutta la vita.
Nel 1940 s'iscrisse al Partito Comunista d'Italia clandestino (in seguitò disegnò il simbolo del rinato Partito Comunista Italiano, utilizzato fino al suo scioglimento nel 1991, e collaborò con la rivista Il Calendario del Popolo); lasciò Roma per motivi politici rifugiandosi a Genova, in casa di amici. Più tardi fece ritorno a Roma in clandestinità.
Il dipinto che gli diede la fama, fra mille polemiche da parte anche del clero e del fascio, poiché sotto il soggetto sacro denunziava gli orrori della guerra, fu un dipinto raffigurante La Crocifissione (1940) che gli permise di aggiudicarsi il secondo premio alla quarta edizione del Premio Bergamo, nel 1942. Guttuso ne scrisse nel suo Diario come « [...] il simbolo di tutti coloro che subiscono oltraggio, carcere, supplizio per le loro idee».
L'artista non cessò mai di lavorare in anni difficili come quelli della guerra e alternava, specie nelle nature morte, gli oggetti delle case umili della sua terra, a squarci di paesaggio del golfo di Palermo a una collezione di disegni intitolata Massacri, che circolarono clandestinamente, dato che ritraevano le repressioni naziste, come quello dedicato all'eccidio delle Fosse Ardeatine, un cui olio su tela del 1944 fu esposto alla Galleria Basile di Palermo in quella che fu l’ultima personale dedicata all’artista.

### Il dopoguerra e il matrimonio

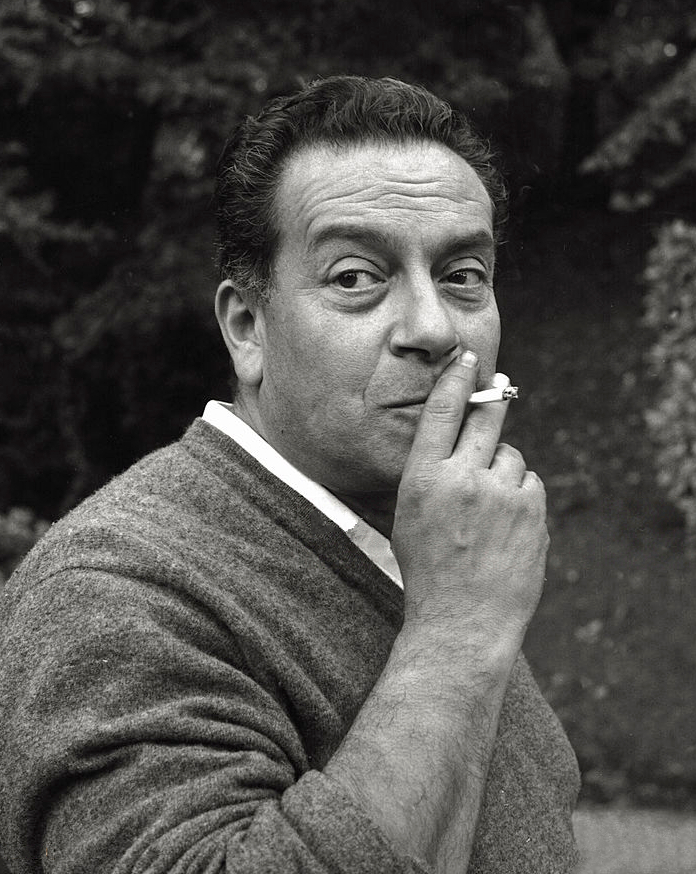
Renato Guttuso nel 1960.

Conobbe e sposò quella che sarà la sua fedele compagna e confidente Mimise, che ritrasse nel '47.
Già all'indomani della Liberazione un anelito di speranza tornò ad alitare nella pittura del maestro, come nel quadro Pausa dal lavoro, china e acquerello nel 1945, quasi un simbolo della rinascita di cui Pier Paolo Pasolini ha scritto (1962):
Le figure di dieci operai
emergono bianche sui mattoni bianchi
il mezzogiorno è d'estate.
Ma le carni umiliate
fanno ombra: e lo scomposto ordine
dei bianchi è fedelmente seguito
dai neri. Il mezzogiorno è di pace.
Seguirono Carrettieri che cantano, Contadino che zappa (1947), Contadini di Sicilia (dieci disegni pubblicati a Roma nel '51) in cui il linguaggio pittorico diventa chiaro ed essenziale e di cui lo stesso Guttuso ebbe a scrivere che erano preparatori del quadro Occupazione delle terre incolte in Sicilia (che sarebbe poi stato esposto alla Biennale d'Arte a Venezia nel 1950), affermando: «Credo siano legati alla mia ispirazione più profonda e remota. Alla mia infanzia, alla mia gente, ai miei contadini, a mio padre agrimensore, ai giardini di limoni e di aranci, alle pianure del latifondo familiari al mio occhio e al mio sentimento, da che sono nato. Contadini siciliani che hanno nel mio cuore il primo posto, perché io sono dei loro, i cui volti mi vengono continuamente davanti agli occhi qualunque cosa io faccia, contadini siciliani che sono tanta parte della storia d'Italia…».

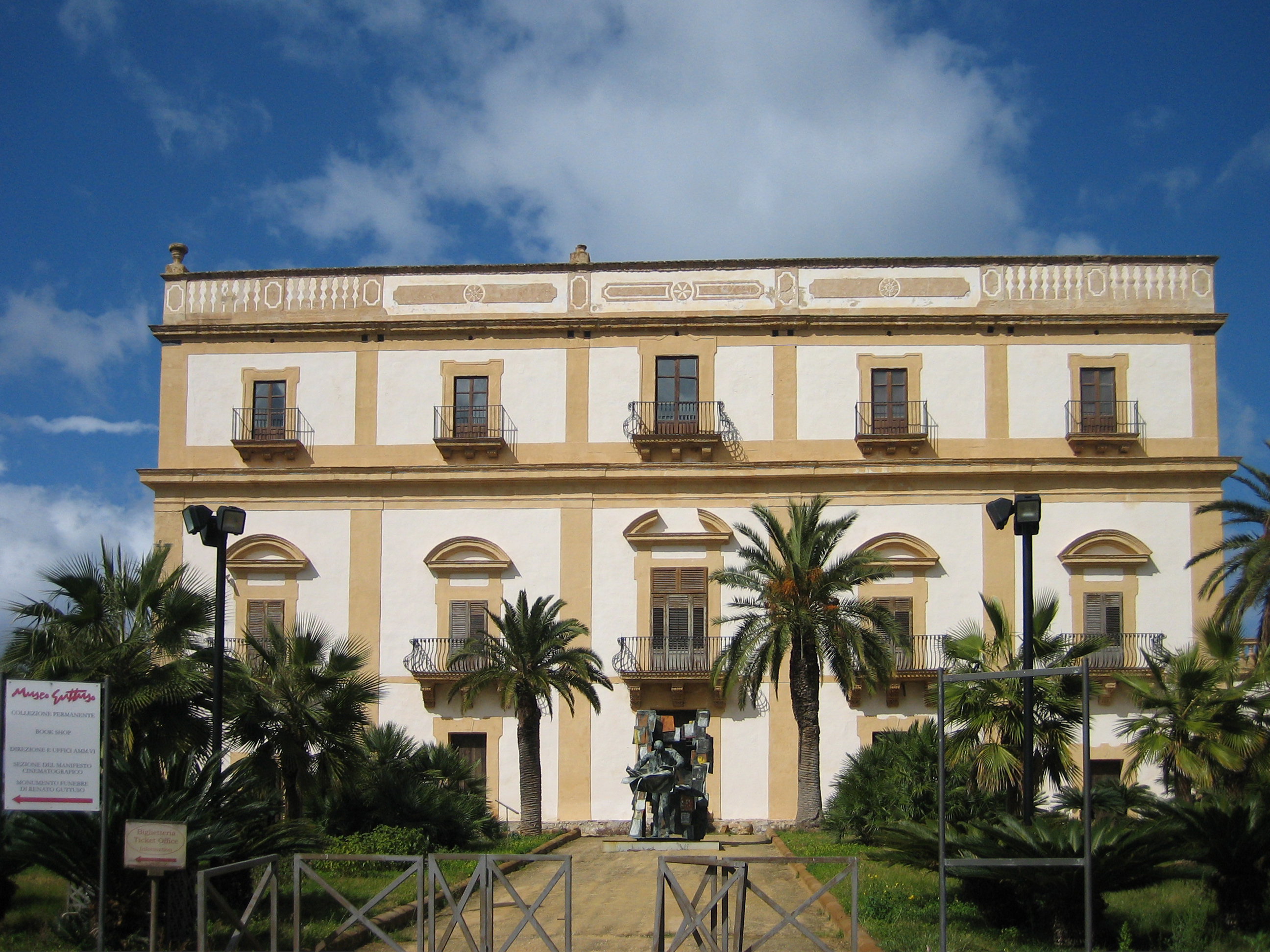
Museo Renato Guttuso, Bagheria.

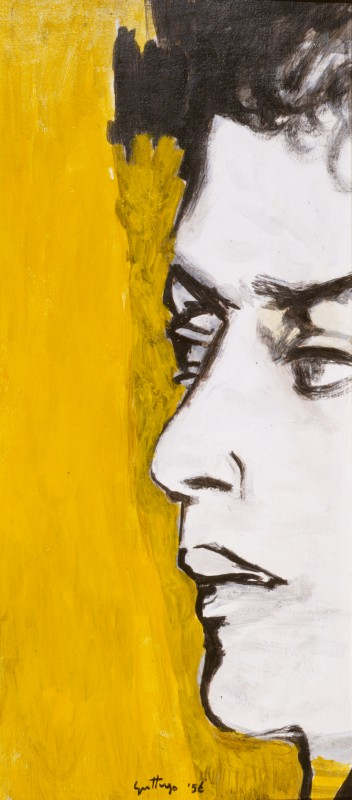
Profilo, 1956
Milano, Collezioni d'arte della Fondazione Cariplo

Sempre nel 1949-1950, Renato Guttuso aderì al progetto della importante collezione Verzocchi (attualmente conservata presso la Pinacoteca civica di Forlì), inviando, oltre a un autoritratto, l'opera Bracciante siciliano.
Puntualmente tornò a stupire, alternando la visione luminosa e piena di colore di Bagheria sul golfo di Palermo alla Battaglia al ponte dell'Ammiraglio, in cui ritrasse il nonno Ciro Guttuso, arruolatosi come garibaldino, e con una serie di dipinti dal vero, le lotte contadine per l'occupazione delle terre, gli zolfatari, o squarci di paesaggio fra cactus e fichi d'India, ritratti di amici e uomini di cultura, pittori come Nino Garajo e Bruno Caruso.
Nel 1953 partecipa alla Prima Mostra sindacale del Sindacato provinciale romano aderente alla Federazione Nazionale Artisti di Roma (in Via Margutta 54, assieme agli artisti Antonio Vangelli, Carlo Levi, Pietro Cascella, Corrado Cagli, Carla Accardi, Vito Apuleio, Claudio Astrologo, Beppe Assenza, Valente Assenza; Ugo Attardi; Eugenio Bardzki; Giulia Battaglia; Fausta Beer; Stelvio Botta; Leoncillo Leonardi; Alessandro Leonori Cecina; Irma Levi; Roberto Melli; Francesco Mercati; Costanza Minniey; Saro Mirabella; Angelo Moriconi; Aldo Natili; Umberto Padella; Vittorio Parisi; Mario Penelope; Sestilio Picari; Paola Piersanti; Ottavio Pinna; Walter Sanges; Filiberto Sbardella; Sergio Schirato; Renato Selvi; Giuseppe Strachota; Mario Toppa; Edoardo Treves; Ariosto Zampaloni; Nwart Zarian; Gino Zocchi, ecc.).
Affascinato dal modello dantesco, dal '59 al '61, l'artista concepì una serie di disegni colorati che poi verranno pubblicati in volume nel '70, Il Dante di Guttuso, in cui i personaggi dell'Inferno vengono rivisitati come esemplari della storia del genere umano, confermando la versatilità dell'ingegno. Un intero ciclo, invece, fu dedicato negli anni settanta alla sua autobiografia in pittura, quadri d'eccezionale valore per la conoscenza del Guttuso uomo-artista.
Nel 1963 una sua opera viene esposta alla mostra Contemporary Italian Paintings, allestita in alcune città australiane. Nel 1963-64 espone alla mostra Peintures italiennes d'aujourd'hui, organizzata in Medio Oriente e in Nordafrica.
La figura femminile divenne dominante nella pittura come lo fu nella vita privata e fra i dipinti più grandi per mistura ricordiamo Donne stanze paesaggi oggetti del '67, oggi esposto alla galleria comunale di Bagheria, a Villa Cattolica, com'è importante la serie di dipinti in cui ritrasse Marta Marzotto, musa ispiratrice e modella prediletta per lunghi anni, che conobbe a Milano in casa di Rolly Marchi. Celebre è anche la serie delle Cartoline, un insieme di 37 disegni e tecniche miste (pubblicate dalla casa editrice Archinto nel volume Le Cartoline di Renato Guttuso), in cui l'artista magistralmente rappresenta i ricordi, i sentimenti, le emozioni, le fantasie e gli stati d'animo dell'uomo Guttuso verso la donna Marta Marzotto.
Del 1968 è Le figlie di Loth, dipinto a sfondo erotico in due diverse versioni, ispirato all'episodio biblico dell'involontario incesto di Lot con le due figlie.
Guttuso nei primi anni '70 ha lavorato al Museo-monumento al deportato politico e razziale producendo un dipinto parietale, raffigurante un gruppo di deportati. Il dipinto ci mette davanti alla responsabilità italiana nel fenomeno della deportazione e dello sterminio.
Nel 1971 disegnò il drappellone del Palio di Siena del 16 agosto, mentre nel 1972 dipinse I funerali di Togliatti, che diverrà opera-manifesto della pittura comunista del secondo dopoguerra. L'opera è conservata al Museo d'arte moderna di Bologna. In essa sono raffigurate, in maniera allegorica (spesso molti erano già morti all'epoca dei funerali di Palmiro Togliatti nel 1964) varie figure del comunismo, positive e negative, a comporre un'ideale rappresentazione dell'immaginario collettivo comunista del XX secolo, tra operai, bandiere rosse e la salma di Togliatti. Nel quadro si vedono, ad esempio, oltre all'autore stesso, Marx, Engels, Trotsky, Elio Vittorini, Angela Davis, Stalin, Lenin (raffigurato diverse volte), Jean-Paul Sartre, Simone de Beauvoir, Pier Paolo Pasolini e altri.
Del 1974 è invece il celebre dipinto dedicato alla Vucciria di Palermo, lo storico mercato del capoluogo siciliano.
Un bassorilievo su metallo argentato dal titolo Volto di donna e una scultura in ottone smaltato dal titolo L'Edicola sono esposte presso il Museo Fortunato Calleri di Catania.

### L'esperienza politica

Il simbolo del PCI, disegnato da Renato Guttuso su incarico del partito.

Alle elezioni politiche del 20 giugno 1976 fu eletto al Senato della Repubblica per il PCI nel collegio di Sciacca, raccogliendo 29.897 preferenze.
Fu confermato alle elezioni politiche del 3 giugno 1979 al Senato della Repubblica per il PCI nel collegio di Lucera, raccogliendo 29.418 preferenze.

### Gli ultimi anni e la morte
Nel 1977 Guttuso donò, con atto pubblico, al Centro Studi e Archivio della Comunicazione di Parma la sua opera La partenza del vapore di Napoli (1966), conservata nel Fondo a lui dedicato, pubblico e interamente consultabile. A questa prima opera, nel 1982 si aggiunge al Fondo CSAC Natura morta con tavola (1947).
Nel 1980 dedicò un acquerello alla strage di Bologna, dal titolo Il sonno della ragione genera mostri, come l'omonima acquaforte di Goya.
Nel 1982 dipinse il francobollo da 1.000 lire, raffigurante la Coppa FIFA sollevata da Dino Zoff durante la premiazione dei mondiali di calcio in Spagna del 1982, molto apprezzato dai collezionisti.
Nel 1985 termino l'affresco raffigurante "Colapesce e le sirene" nel soffitto del Teatro Vittorio Emanuele II a Messina.

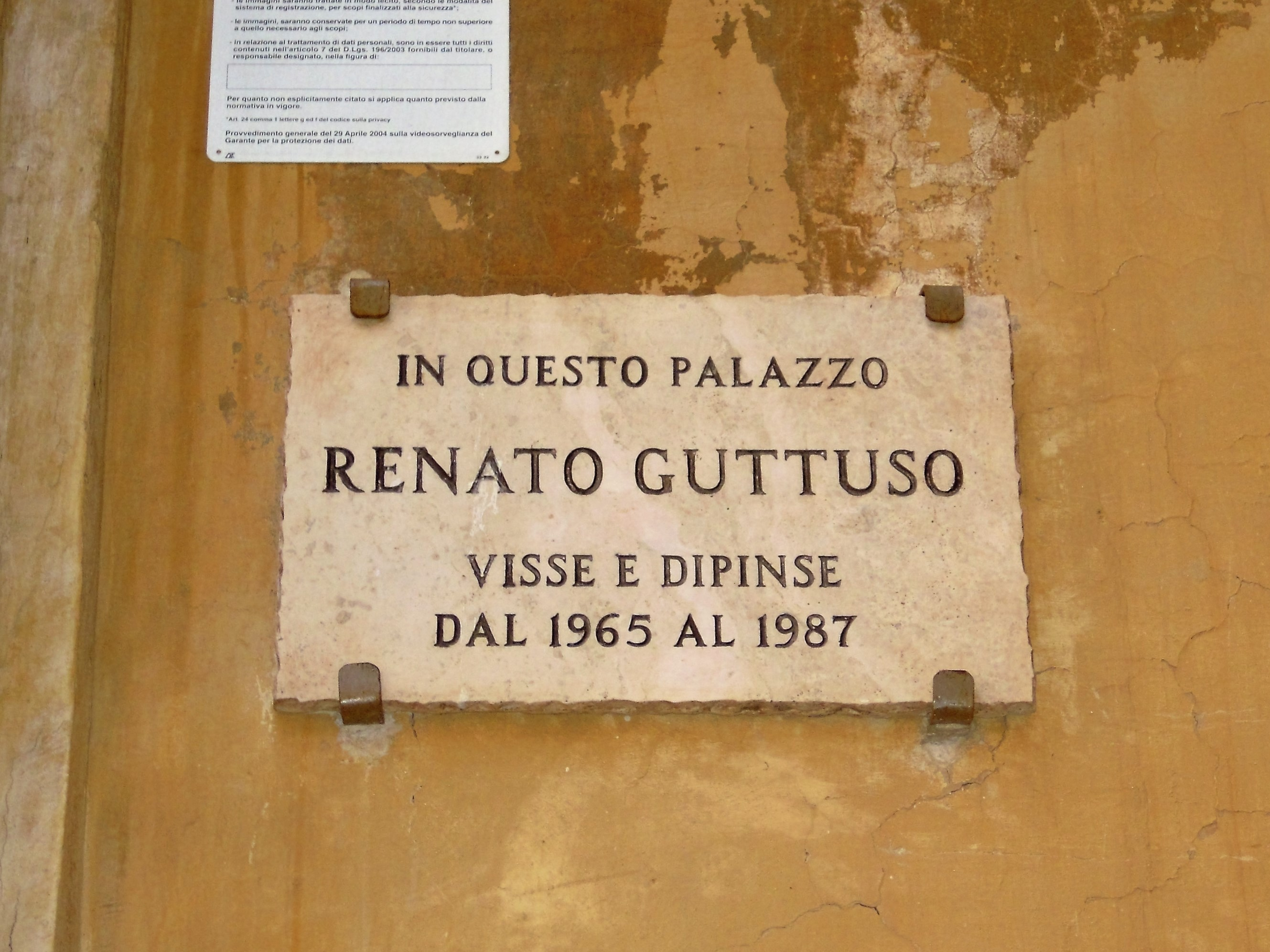
Lapide in piazza del Grillo a Roma.

Guttuso si spense malinconicamente a Roma, in isolamento, dopo la morte della moglie. La malattia di quest'ultima, infatti, lo aveva colpito al punto di fargli cessare ogni altra frequentazione. Non avendo figli biologici riconosciuti adottò, poco prima della morte, Fabio Carapezza Guttuso, morto nel 2022, il figlio dello scienziato e grande amico Marcello Carapezza. Il figlio adottivo fu molto vicino al maestro negli ultimi mesi di vita ed unico conforto dopo la perdita di molti cari.
Marta Marzotto, in un'intervista, ha sostenuto che Renato Guttuso sia sempre stato ateo. In realtà - come si evince in narrativa - la contessa non ebbe a frequentare Guttuso negli ultimi mesi di vita. Resta il fatto che ne vennero celebrati due funerali: uno laico e di partito, con un seguito di bandiere rosse del PCI, e uno religioso. La cerimonia religiosa fu celebrata dall'allora arcivescovo Fiorenzo Angelini, suo amico personale, che nell'omelia e in un'intervista subito dopo il decesso testimoniò la sua assistenza spirituale e la religiosità del pittore, negli ultimi mesi.
Alla morte Guttuso donò alla città natale, Bagheria, molte opere che sono state raccolte nel locale museo di Villa Cattolica dove egli stesso venne sepolto. La sua tomba è opera dello scultore Giacomo Manzù.
Fabio Carapezza Guttuso fu l'unico erede dell'immenso patrimonio di Guttuso. Fondò gli Archivi Guttuso, cui destinò lo studio di piazza del Grillo, e integrò la collezione del museo di Bagheria con numerose opere ereditate.

## Renato Guttuso nei musei
- MAGI '900 di Pieve di Cento (BO)
- Collezione Roberto Casamonti, Firenze

## Renato Guttuso in televisione
Nel 1957 comparve anche in un programma televisivo, la rubrica pubblicitaria Carosello, nel quale pubblicizzava lo shampoo Plix e la valigetta Oréal insieme a Mike Bongiorno.

## Nella cultura di massa
- Nel 2009 viene interpretato da Corrado Fortuna nel film Baarìa di Giuseppe Tornatore.
- Appare, nel ruolo di un madonnaro, in "FF.SS." - Cioè: "...che mi hai portato a fare sopra a Posillipo se non mi vuoi più bene?", film del 1983 diretto da Renzo Arbore.
- Nel suo quadro intitolato La spiaggia, esposto alla Galleria nazionale di Parma, raffigura Pablo Picasso di profilo con un corpo abbronzato e un costume hawaiano, che strofina su di sé un telo verde, con le movenze di un torero, come fosse appena giunto sulla spiaggia dopo un lungo bagno in mare.[19]
- Il duo artistico Orticanoodles (composto da Wally e Alita) ha realizzato Il più grande ritratto al mondo di Renato Guttuso. È stato realizzato a luglio del 2013 a Giardini-Naxos in Sicilia nel corso della manifestazione Emergence Street Festival. Si tratta di un murale realizzato con la tecnica dello stencil.[20]